# Willibald Alexis
Pour les articles homonymes, voir Alexis.
Willibald Alexis, pseudonyme de Georg Wilhelm Heinrich Häring, né le 29 juin 1798 à Breslau (en Silésie) et mort le 16 décembre 1871 à Arnstadt, est considéré comme le fondateur du roman historique réaliste dans la littérature allemande.

## Biographie

### Jeunesse
Alexis est issu d'une famille huguenote originaire de Bretagne du nom de Harenc. Pour éviter des jeux de mots douteux avec le nom d'un poisson, il adopta le pseudonyme d’artiste de Willibald Alexis. Son père, directeur de chancellerie, mourut en 1802. Enfant, Alexis conserva un souvenir vif du siège de Breslau. Après l'occupation de la ville par les Français en 1806 (qu'il évoque dans son roman Penelope), Alexis déménagea avec sa mère et ses sœurs à Berlin.
Ils passèrent ainsi 14 années hébergés dans la famille de sa mère, les Rellstab. Le jeune homme fréquenta d'abord l'école privée de Messow puis le lycée de Friedrichswerder. Au début du mois de mars 1813, il célébrait comme ses camarades chaque coup de main réussi des cosaques contre les occupants français de Berlin. En 1815, il s'engagea comme volontaire dans l'armée prussienne. Affecté dans le  régiment de Kolberg, il participa au siège de plusieurs villes des Ardennes (il en évoquera le souvenir dans son roman Iblou et dans un essai critique : Als Kriegsfreiwilliger nach Frankreich).

### Juriste et écrivain

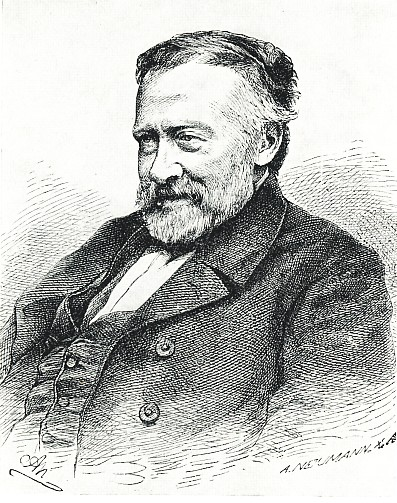
Willibald Alexis; bois gravé d'A. Neumann (1872).

À partir de 1817, Alexis suivit les cours de droit de von Savigny à Berlin et ceux d'histoire de von Raumer à Breslau. Il adhéra en 1818 à la confrérie nationaliste des Alten Berliner et à la Burschenschaft de Breslau. Nommé juge à la chambre criminelle du Kammergericht en 1820, il y fit la connaissance d'un ami de E. T. A. Hoffmann, Julius Eduard Hitzig, lequel lui présenta à son tour Friedrich de La Motte-Fouqué. Le succès de son premier roman (1824) mit un terme à sa carrière dans la fonction publique : ce livre, empruntant très largement à Ivanhoë (1820), Alexis l'avait fait passer pour la traduction du dernier roman de Walter Scott, alors l'écrivain le plus lu d'Europe.
Il s'établit en 1827 à Berlin, où il était le rédacteur en chef des Berliner Konversationsblattes, qui fusionnèrent en 1830 avec Freimüthigen ; en 1835, il démissionna de ce poste en protestation contre une censure de plus en plus envahissante. Ses succès d'écrivain et de feuilletoniste pour divers journaux lui suffisaient, du reste, pour maintenir son train de vie dans la capitale prussienne. En 1842, il entreprit de publier avec son ami Hitzig un recueil des récits d'affaires criminelles les plus sensationnelles, Der neue Pitaval (de).

### Activité fiévreuse
Alexis écrivit désormais roman sur roman, souvent avec beaucoup de succès auprès du public, sans pour autant délaisser son activité de journaliste et d'homme d'affaires : il ouvrit plusieurs salons de lecture, des librairies, se lança dans l'immobilier (il serait le fondateur de la station balnéaire de Heringsdorf, où l'on retrouve en effet son vrai nom de famille), rédigeait des critiques théâtrales pour le Vossische Zeitung. Il voyagea aussi à travers la France, la Scandinavie et la province de Prusse-Orientale. Grâce à sa collaboration avec la revue littéraire Neue Mittwochsgesellschaft (1824), il se lia avec d'autres écrivain du temps : Joseph von Eichendorff, Carl Leberecht Immermann et Wilhelm Hauff. Il épousa une Anglaise, Laetitia Perceval, qui fit de son hôtel particulier le foyer du tout-Berlin littéraire ; il comptait Ludwig Tieck parmi ses habitués.
Compté au nombre des libéraux prussiens au cours des années du Vormärz, sa fidélité aux idéaux révolutionnaires en fit  un « Rouge » aux yeux de l’opinion. Déçu par les conséquences de la Révolution de 1848, la répression incessante à Berlin eut raison de son engagement : après un long séjour à Rome (1847–1848), il se retira définitivement en 1853 à Arnstadt.

### Maladie et déchéance physique
En 1856, Alexis fut frappé d'une première thrombose ; la suivante, en 1860, ruina définitivement la mémoire de l'écrivain, mettant un terme à la production littéraire de l'auteur le plus prometteur de la fondation allemande Schiller (de). En 1867, paralysé du côté droit, aveugle et sujet à des épisodes de démence, il reçut l'Ordre royal de Hohenzollern.

« Celui qui, naguère, venait passer l'été à Arnstadt et se promenait, par un après-midi tranquille, au milieu des arbres du parc, ne manquait pas d'y croiser, allant et venant, le fauteuil roulant d'un malade : un homme vieilli, nu-tête, le chef incliné sur le côté, conservant un air intelligent malgré tous les symptômes de la congestion. Ce malade, c'était Willibald Alexis. Cet équipage tranquille attirait quelques regards compatissants. »

— Theodor Fontane, Willibald Alexis
Willibald Alexis fut inhumé dans le vieux cimetière d'Arnstadt.
Le village brandebourgeois de Kloster Lehnin a dédié en 1914 à Alexis un monument en forme de pyramide taillé dans un bloc erratique, à côté de l'intendance des Eaux et Forêts : il marque le point de départ de l'itinéraire de randonnée Willibald-Alexis, ouvert en 2003 et qui dessert les clairières et lacs de la forêt de Lehnin qu'Alexis a évoqué dans ses livres.
Willibald Alexis était un cousin de l'écrivain et critique musical berlinois Ludwig Rellstab, car sa mère, Juliane Louise Rellstab était la sœur du père de Ludwig Rellstab.

## Œuvre littéraire

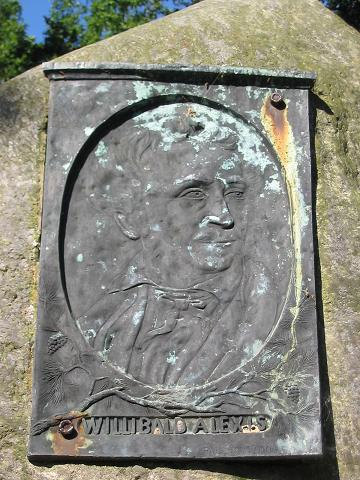
Plaque commémorative à Lehnin (Brandebourg).

Willibald Alexis est le pionnier du roman réaliste dans la littérature allemande, qui trouvera son apogée avec l’œuvre de Theodor Fontane.
Alexis s'est lancé dans la carrière littéraire en écrivant des critiques pour les Wiener Jahrbüchern der Literatur et le journal Hermes : les thèmes de ses rubriques étaient entre autres les romans de Walter Scott, et les poèmes de Lord Byron, Heinrich Heine et Immermann. Son premier roman est une épopée satirique, « La partie de chasse » (Die Treibjagd, 1820). Le roman Valladmor (1824), était un canular écrit à la suite d'un pari avec des amis. Imité de Walter Scott, il connut de multiples traductions et (conformément au pari d'Alexis) a été effectivement pris pour une œuvre originale du prodige littéraire britannique, tout comme son roman suivant, « Le château d'Avalon » (1827), qui n'eut en revanche qu'un succès d'estime.
Alexis s'est lancé dans la carrière littéraire en écrivant des critiques pour les Wiener Jahrbüchern der Literatur et le journal 
Par delà ces succès d'édition, Alexis a écrit une série de romans inspirés de Tieck (4 volumes en 1830–1831, et deux volumes intitulés Neue Novellen en 1836). Enthousiasmé par le mouvement littéraire patriotique de la Jeune-Allemagne, il composa dans la même veine Das Haus Düsterweg (1835) et Zwölf Nächte (1838) ; mais dès 1832, il avait célébré l'amour de la nation dans d'autres romans : Cabanis, « l'une de ses meilleures compositions, où il fait pratiquement jeu égal avec son modèle W. Scott. ».
Dans ses romans patriotiques Alexis, comme Alexandre Dumas en France, évoque sans cesse l'histoire du Brandebourg et de la Prusse avec une précision et un souci du détail historique remarquables, sans distinction des catégories sociales mais toujours avec des accents nettement chauvins. Parmi ces romans historiques, outre Cabanis, il y a lieu de citer Der Roland von Berlin (1840), Falscher Woldemar (1842), La Culotte du seigneur von Bredow (1846), Ruhe ist die erste Bürgerpflicht (1852), Isegrim (1854) et Dorothee (1856).
En marge de son activité romanesque, Alexis a composé quantité de contes, de poèmes et de ballades, des récits de voyages et des portraits littéraires (l'un consacré à William Shakespeare, l'autre à Anton Reiser (de)). En 1842, avec son comparse Hitzig, il lance une série de récits policiers consacrés aux grandes affaires criminelles : Der neue Pitaval, où l'accent est mis sur la psychologie du criminel et les rebondissements. Quelques poèmes d'Alexis ont paru en extraits dans les recueils de Carl Loewe et Johannes Brahms. Ses tentatives pour le théâtre n'ont en revanche eu que peu de succès.